# Пахалин, Владимир Васильевич
Влади́мир Васи́льевич Паха́лин  (5 марта 1947 — 15 августа 2021) — советский и российский тренер по прыжкам в воду. Тренер-преподаватель по прыжкам в воду Пензенской школы высшего спортивного мастерства. Заслуженный тренер России (1994). Подготовил ряд известных спортсменов, среди которых олимпийская чемпионка Юлия Пахалина.

## Биография
Владимир Васильевич Пахалин родился в семье военнослужащего. Его отец, Василий Иванович Пахалин, участник Великой Отечественной войны, закончил войну в Будапеште, в танковых войсках, затем был переведен в Бендеры, потом работал в милиции. Мать, Мария Степановна, всю жизнь работала в сфере торговли главным бухгалтером. В семье было двое детей: сын Владимир и дочь Людмила.
В детские годы занимался спортивной гимнастикой. Тренером  юного спортсмена был Евгений Николаевич Грачев, который привил ему необыкновенную любовь к физической культуре, тогда у Владимира Пахалина появилась мечта – связать свою жизнь со спортом.
Свою трудовую деятельность он начал с работы на производстве, работал на Пензенском велосипедном заводе, Пензенском компрессорном заводе.
В  1968 году поступил в Пензенский государственный педагогический институт на факультет физического воспитания.
С 1969 года начал свою тренерскую деятельность в  областном Совете  ДСО «Труд», а потом в ДЮСШ № 2.
В 1982 году Заслуженный тренер СССР Борис Клинченко, пригласил Владимира Пахалина на работу. Клинченко, необходимо было создать необходимые технические условия для выполнения сложно координационных прыжков в воду – придумать страховочные приспособления.Пригодился опыт Владимира Пахалина.
На базе пензенской  школы прыжков в воду  был совершен прорыв в технической подготовке спортсменов прыгунов, не только на всероссийском, но и на международном уровне. Была создана лаборатория, в которой рождались  технические изобретения,  позволяющие осуществлять спортивную подготовку на совершенно новом уровне. Благодаря проделанной работе, сегодня отделение прыжков ПОСДЮСШОР  водных видов спорта располагает специально оборудованным тренировочным залом,  приспособлениями, которые позволяют прыгунам быстро осваивать сложнейшие программы.
В числе учеников Владимира Васильевича Пахалина такие МС и МСМСК: как Василий Лисовский, Ольга Желудкова, Ольга Христофорова,  Наталья Архипова и его дочь, олимпийская чемпионка Юлия Пахалина.

## Семья
Владимир Пахалин имеет троих детей. Это — Павел, Юлия и Евфимия и троих внуков.  Дочь Юлию, уже в возрасте пяти лет, он показал своему тренеру по гимнастике  Евгению Грачёву, который посоветовал ему отдать дочь в секцию прыжков в воду. Грачев разглядел в Юлии Пахалиной будущую чемпионку. Оказалось, что юная Юлия обладает уникальными  физическими данными, которые смогли реализоваться именно в прыжках в воду. В сочетании с тренерскими способностями  Владимира Пахалина это привело к результату. Юлия Пахалина стала лидером сборной команды России по прыжкам в воду и одной из лучших прыгуний мира с трехметрового трамплина.
Юлия Пахалина —  заслуженный мастер спорта России по прыжкам в воду, чемпионка Летних Олимпийских игр 2000 в Сиднее, серебряный и бронзовый призёр  Летних Олимпийских игр 2004  в Афинах, неоднократная призер и победитель  чемпионатов и Кубков Мира, Европы и России с 1998 по 2004 годы.

## Награды
- Заслуженный тренер России (2004)
- Орден Дружбы (2001)
- Медаль ордена «За заслуги перед Отечеством» II степени (2008)
- Медаль ордена «За заслуги перед Отечеством» I степени (2010)
- Почетная грамота Губернатора Пензенской области (2012)